# Старо цивилно право
Старо цивилно право јесте преддржавно уређење и једно доба развоја римског права које садржи одређене особине и изворе. Траје од оснивања Рима (753. године п. н. е) до стварања Републике (509. године п. н. е). И најстарије римско право је било, по начину постанка и по својим особинама, обичајно и примитивно право. Особеност римске културе у поређењу са другим културама сличног степена развијености је рана појава појма "право".

## Особине "Старог цивилног права"[2]

### Неразвијеност
Право је у овом периоду само допунски нормативни поредак. Право се не меша у породичне односе јер је ауторитет породичног старешине био довољан да обезбеди сарадњу чланова. Односи унутар рода поводом колективне својине су изван домашаја права.
Право познаје само ограничен број установа које уређују основне односе размене. Основни предмет правног уређења је прогон недозвољених радњи. Неизграђеност правне терминологије и технике. Обичајно право је неписано - памти се и саопштава усмено. Нема повезивања норми у систем. Нема општих појмова.

### Веза са религијом
Ритуал - ако је правилно изведен производи дејство према божанству готово аутоматски. Највидљивија веза права и религије била је у томе што су једини познаваоци права и његови службени чувари били понтифици - pontifices (свештеници).
Свако ко је хтео да предузме неку правну радњу морао је да консултује "дежурног понтифика" који би му саопштио како се та радња обавља:
- појединцима - како да закључује правни посао или покрену поступак за заштиту права
- магистратима - које радње странака у спору су исправне и шта сами треба да ураде
- судијама - која правила треба да се примењују при одлучивању

### Формализам
Формални захтеви су сложенији: састављање исправе, присуство сведока или учешће јавне власти у правном акту. Једва да има неформалних поступака којима се постиже правно дејство.
Форме које право признаје нису прописане са видљивим циљем - традиционалне су и схваћене као суштински елемент правног акта - начело једноставности.

### Апстрактност
Непостојање општих појмова и правила који би допринели економичности и јединству правног система. Апстрактност је особина правних послова.
- Каузални правни послови - кауза (правни основ) - битан и видљив елемент правног посла
- Апстрактни правни послови - кауза није битна, а није ни видљива иако постоји

### Објективна одговорност
Свако одговара за своје радње ако су испуњени објективни услови:
- штета је настала
- постоји узрочно - последична веза између радње учиниоца и настале штете
- радња учиниоца којом је нанета штета је противправна
- све ово + кривица (урачунљивост) = субјективна одговорност

### Начело одмазде
Не постоји редован начин решавања спорова, неко је време повређен интерес сам или уз помоћ лица приступа освети без ограничења:
- извршења на личност - персонална егзекуција
- ноксална одговорност - породични старешина не одговара за деликт потчињеног лица уколико за преда повериоцу
- талион - "око за око, зуб за зуб"
- добровољна композиција - плаћање пара за повреду
- законска композиција - држава одређује колико се плаћа за повреду

#### Конзервативност
Трајност и стабилност су неопходне за стварање обичаја. Старо и тешко мењање инерције која постоји у праву. Персонално начело примене права. На свакога се примењује само право његове заједнице без обзира где се налази. Спор се решава са применом власти (imperium), а не применом права ( iuri solictiogravitas (правичност, строгост, озбиљност)
- gravitas (правичност, строгост, озбиљност) - одржава схватање дужности оданости отаџбини. Ниједно лице нема велики значај за државу, само заједнице
- virtus (чојство, човечност) - има смисао самодисциплине и снаге личности
- fides (част. поштење, вера) - после Пунских ратова fides постаје правна установа

## Извори "Старог цивилног права"[2]
- Consuetudo (обичај) је једнообразно понављање одређеног правила понашања, које прати унутрашња свест о његовој обавезности (opinio necessitatis)
- Leges regiae (краљевски закони) - lus civile Papirianum - скуп/зборник свих краљевских закона које је сакупио Папирије. Готово је опште уверење савремених истраживача да пре закона XII таблица у Риму није било писаног права.
- Lex duodecim tabularum (Закон XII таблица)
- Decemviri legibus scribundis - 451. године уместо редовних магистрата изабрано је десеторица људи са овлашћењем да напишу овај закон. Цицерон наводи да је текст овог закона у школи учио напамет.